# Oscilometrická metoda
Oscilometrická metoda je jednou z metod neinvazivního měření krevního tlaku.   
Metoda je založena na měření amplitudy změn tlaku v natlakované manžetě.

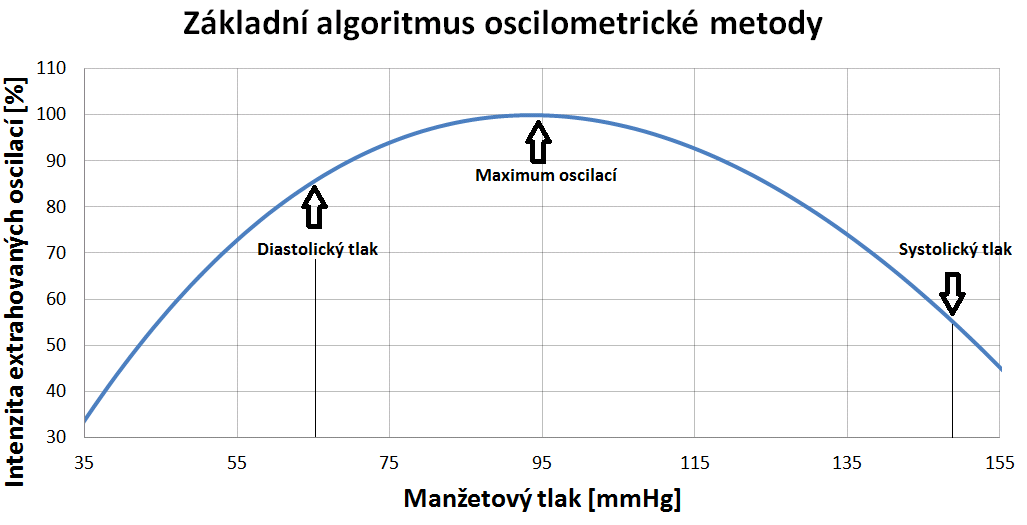
Určení tlaku systolického a diastolického

Při měření je na horní končetinu, typicky na paži či zápěstí, umístěna manžeta, která je natlakována na hodnotu, při které je tepna bezpečně zaškrcena a krev v ní neproudí. Během snižování tlaku v manžetě dochází k periodickým změnám tlaku. Tyto změny tlaku jsou způsobeny objemovou pulsací v tepnách.  Tyto oscilace se přes natlakovanou manžetu přenášejí do měřícího přístroje, kde se vyhodnocují.
Amplituda těchto pulsací je závislá na rozdílu tlaku uvnitř a vně tepny. Amplituda je největší, pokud je tlak v zaškrcené tepně stejně velký jako tlak v natlakované manžetě. Maximum amplitudy oscilací tepny nastává při středním arteriálním tlaku (MAP). Hodnota tlaku, při které oscilace začínají narůstat, odpovídá hodnotě systolického tlaku, naopak hodnota měřeného tlaku při zániku poklesu oscilací odpovídá hodnotě tlaku diastolickému. 
Krevní tlak je určován nepřímo ze znalosti polohy maxima intenzity oscilací pomocí různých algoritmů. Základní algoritmus určení tlaku vychází z poměrové metody. Ze změřené hodnoty maximální amplitudy oscilací a pomoci dvou empirických konstant, 0,55 pro systolický a 0,85 pro diastolický tlak, se určí hodnoty krevního tlaku.
SBP = 0.55 * MAP
DBP = 0.85 * MAP
kde
SBP - Systolic Blood Pressure = systolický krevní tlak
DBP - Diastolic Blood Pressures = diastolický krevní tlak 
MAP - Mean Arterial Pressure  = střední hodnota krevního tlaku 
Tato metoda neměří přímo systolický a diastolický tlak, ale pouze střední krevní tlak. Ostatní tlaky jsou dopočítány. Správnost výsledků závisí na vhodnosti volby konstant, kterými se násobí střední tlak. Metoda může dávat nepřesné výsledky, trpí-li měřená osoba arytmií, či jiným atypickým průběhem srdeční činnosti. Metoda je díky malým nárokům na obsluhu vhodná pro domácí orientační měření krevního tlaku.